# Siren Tujoh
Siren Tujoh is een bestuurslaag in het regentschap Aceh Utara van de provincie Atjeh, Indonesië. Siren Tujoh telt 206 inwoners (volkstelling 2010).